# استفانو تمپستی
استفانو تمپستی (انگلیسی: Stefano Tempesti؛ زادهٔ ۹ ژوئیهٔ ۱۹۷۹) ورزشکار واترپلو اهل ایتالیا است.
وی در مسابقات کشوری و بین‌المللی در مجموع برندهٔ ۱ مدال طلا، ۵ مدال نقره، ۲ مدال برنز شده‌است.